# Батман: Мистерията Батуоман
„Батман: Мистерията Батуоман“ (на английски: Batman: Mystery of the Batwoman) е анимационен филм, базиран на анимационния сериал „Новите приключения на Батман“. Пуснат е за пръв път на 21 октомври 2003 г. в САЩ.

## „Батман: Мистерията Батуоман“ в България
В България филмът е излъчен за пръв път 19 септември 2009 г. по Нова телевизия от 10:00. Дублажът е на Арс Диджитал Студио. Ролите се озвучават от артистите Йорданка Илова, Христина Ибришимова, Даниела Сладунова, Камен Асенов и Здравко Методиев.
На 21 март 2010 г. филмът е повторен по Диема 2 от 12:00 и на 22 март от 06:00 със същия дублаж.